# Daisy Evans
Daisy Rebecca Evans (Barking, Londres, Inglaterra; 30 de noviembre de 1989) es una cantante y actriz británica que saltó a la fama como miembro del grupo S Club 8.

## Biografía

### Primeros años yS Club 8
Daisy Evans nació en Barking, Londres, Inglaterra. Tiene una hermana mayor llamada Alice y un hermano mayor llamado Aaron. Ella baila desde los 3 años de edad, y tuvo la oportunidad de hacer una gira con una producción británica titulada "Annie". En 2001, realizó las audiciones para formar parte de S Club Juniors (conocido como S Club 8 tras la separación de S Club 7 y como I Dream por su serie de televisión), grupo del que finalmente formó parte y con el cual participó de dos tours por Inglaterra. La banda lanzó 3 álbumes y 8 sencillos. Finalmente, se dirigió a España por tres meses para grabar "I Dream". La banda se separó a principios de 2005.

### Después de S Club 8
Tras la separación, Daisy estudió artes escénicas en la escuela "Sylvia Young Theatre School".
Desde principios de 2007, Daisy ha sido miembro de un nuevo girl group de 5 chicas llamada From Above. Han realizado un Mini Tour por Inglaterra, presentándose en más de 60 clubs, y han sido vinculadas, según se informó, con algunas personas importantes de la industria de la música. Desde comienzos de octubre de 2007, el último proyecto de Evans con From Above se ha visto envuelto en una nube de confusiones, debido a varios cambios de línea. La banda ha desechado material previo, optando por una dirección musical diferente. A finales de 2007, se confirmó que Daisy permanecería como miembro oficial, y que el grupo ya había grabado su sencillo debut para Inglaterra, llamado "Hummer". From Above confirmó en su MySpace en septiembre de 2008 que han firmado contrato con Matthew Knowles y Music World Records. En 2009, las chicas han estado residiendo en Estados Unidos. Además de eso, pronto grabarán también su primer reality show y su álbum debut.

## Discografía conS Club 8

### Álbumes
| Álbum                       | Lanzamiento             | País        | Puesto en Listas | Ventas Mundiales |
| --------------------------- | ----------------------- | ----------- | ---------------- | ---------------- |
| "Together"                  | 21 de octubre de 2002   | Reino Unido | #5               | 613.102          |
| "Sundown"                   | 13 de octubre de 2003   | Reino Unido | #13              | 315.859          |
| "Welcome to Avalon Heights" | 19 de noviembre de 2004 | Reino Unido | #133             | 432.899          |

### Sencillos
| Sencillo                     | Lanzamiento             | País        | Puesto en Listas |
| ---------------------------- | ----------------------- | ----------- | ---------------- |
| "One Step Closer"            | 22 de abril de 2002     | Reino Unido | #2               |
| "Automatic High"             | 22 de julio de 2002     | Reino Unido | #2               |
| "New Direction"              | 7 de octubre de 2002    | Reino Unido | #2               |
| "Puppy Love"                 | 9 de diciembre de 2002  | Reino Unido | #5               |
| "Fool No More"               | 30 de junio de 2003     | Reino Unido | #4               |
| "Sundown"                    | 29 de agosto de 2003    | Reino Unido | #4               |
| "Don't Tell Me You're Sorry" | 22 de diciembre de 2003 | Reino Unido | #11              |
| "Dreaming"                   | 15 de noviembre de 2004 | Reino Unido | #19              |

## Filmografía
| Año       | Programa                        | Personaje  | Notas              |
| --------- | ------------------------------- | ---------- | ------------------ |
| 2001      | "S Club Search"                 | Ella misma | Reality Show       |
| 2002      | "S Club Juniors: The Story"     | Ella misma | Reality Show       |
| 2002      | "S Club Juniors Summer Special" | Ella misma | Especial de TV     |
| 2002      | "Viva S Club"                   | Ella misma | Serie de TV        |
| 2004      | "I Dream"                       | Ella misma | Serie de TV        |
| 2007-2008 | "Football Cheerleading"         | Ella misma | Partidos de fútbol |